# 隱翅缺鰭鯰
隱翅缺鰭鯰，為輻鰭魚綱鯰形目鯰科的其中一種，為熱帶淡水魚，分布於亞洲湄公河、湄南河、馬來半島、婆羅洲、蘇門答臘淡水流域，體長可達14.6公分，棲息在底中層水域，會進行洄游，以魚、蝦子及昆蟲為食，生活習性不明。

## 扩展阅读
維基物種上的相關：隱翅缺鰭鯰